# Gamaïoun

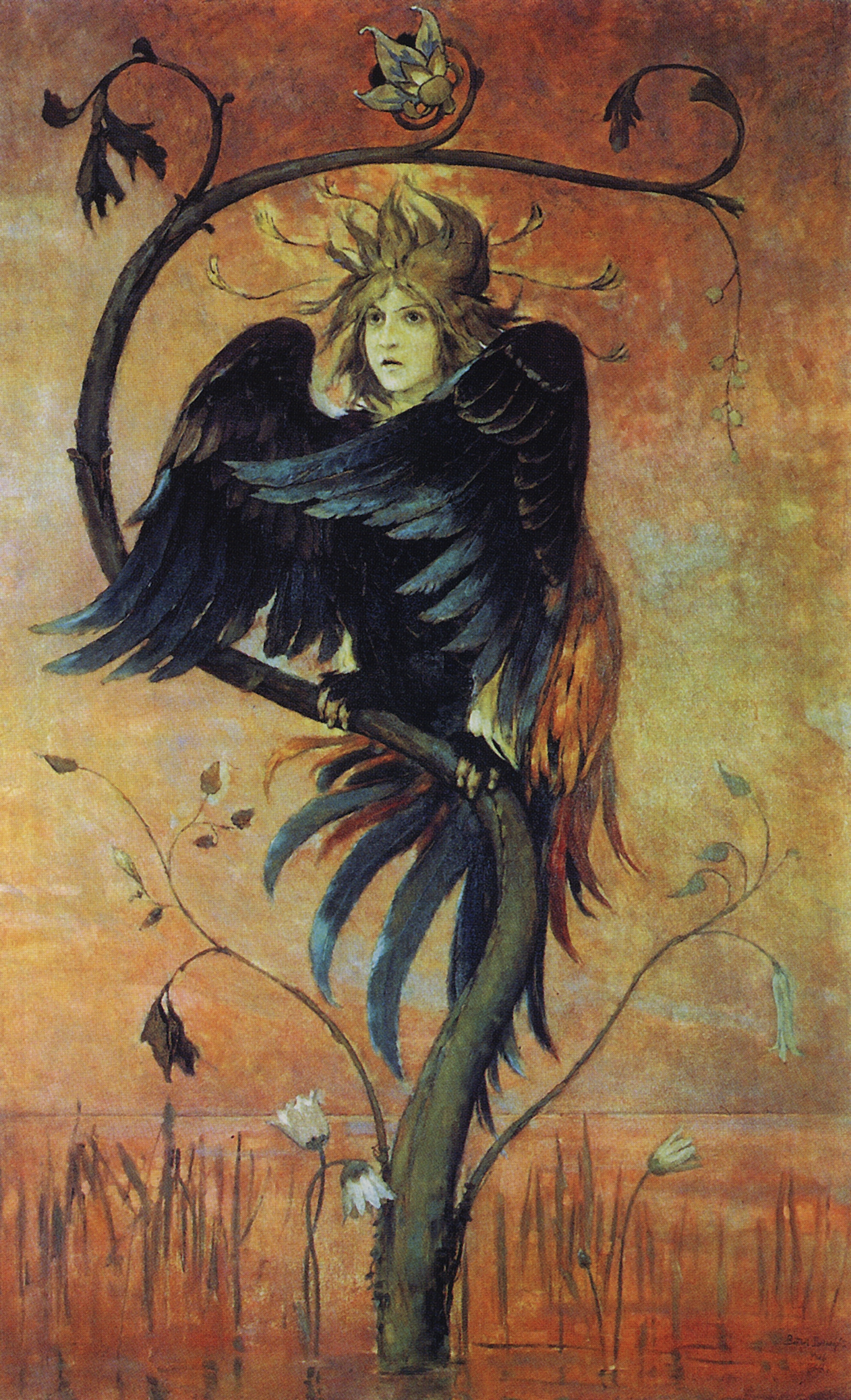
Gamaïoun, par Viktor Vasnetsov, 1897

Dans la mythologie slave, le Gamaïoun ou Gamayun (en russe : Гамаюн) est un oiseau prophétique immortel doté d'une tête de femme. C'est l'un des oiseaux mythologiques du folklore russe, avec l'Alkonost et le Sirin.
Dans diverses traditions folkloriques, incluant celles de Russie, ces oiseaux ont une place spirituelle significative, se situant entre le monde de la vie et celui de la mort. Le Gamaïoun sait tout sur la création de la terre et du ciel, des dieux et des héros, des hommes, des monstres, des oiseaux et des animaux. Il chante des hymnes divins aux hommes et prédit l'avenir à ceux qui savent l'écouter.
D'après la légende, il est difficile d'entendre les augures du Gamaïoun car ils se fondent dans le bruit de l'orage. Il vit sur une île qui se situe à l'est, proche du Paradis. Le Gamaïoun symbolise ainsi la sagesse et la connaissance. Cet oiseau est semblable au Phénix et ses cris portent bonheur.
Dans son œuvre empreinte de mysticisme Roza Mira, le poète russe Daniil Andreev maintient que Sirin, Alkonost et Gamaïoun se sont transformés en Archanges au Paradis.

## Dans la culture

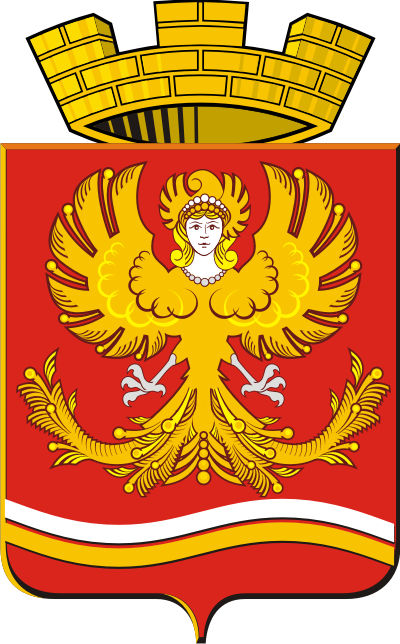
Emblème de Mikhaïlovsk (oblast de Sverdlovsk)

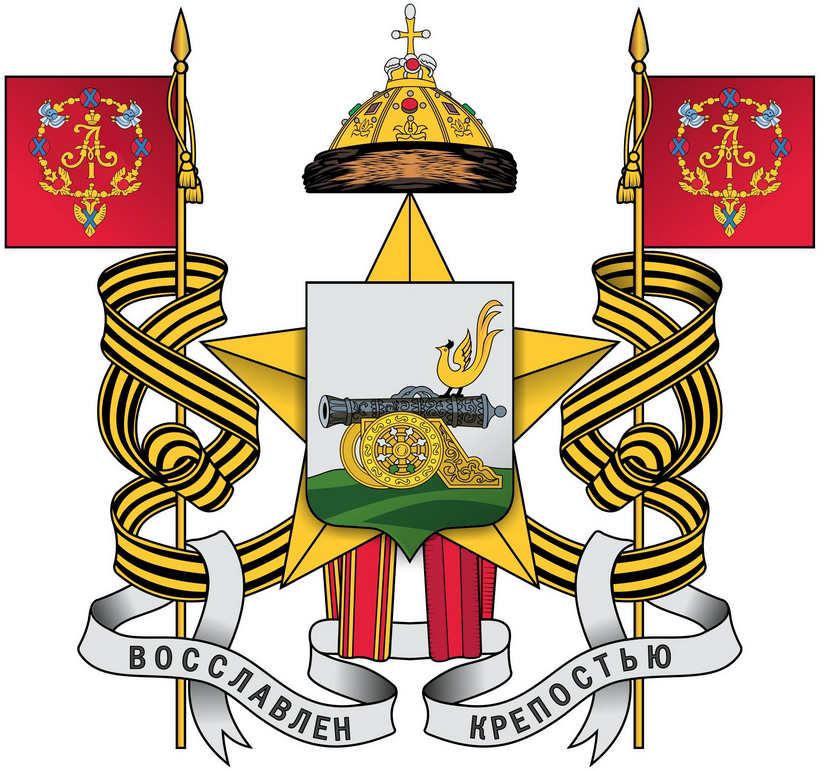
Emblème de Smolensk

- Le Gamaïoun figure sur le blason de Smolensk[2].
- Viktor Vasnetsov a peint une représentation de cet oiseau mythique en 1897. Une image de la version de Vasnetsov datant de 1889 inspira le poète Alexandre Blok. Ce dernier écrivit un poème qui fut mis en musique par Dmitri Chostakovitch en 1967 (opus 127-2  : Sept Romances sur des poésies par Blok pour soprano, violon, violoncelle et piano).
- Sergueï Essénine fait allusion dans son poème Табун (Taboun, « Le Troupeau », 1915) à la chanson du « gamaïoun ébouriffé »[3].
- Птица Гамаюн (Ptitsa-Gamaïoun, « L'Oiseau-Gamaïoun ») est le titre d'une chanson de Vladimir Vyssotski (reprise par Grigory Leps ; également dénommée Купола (Koupola, Les Coupoles).